# Seguretat Social d'Espanya

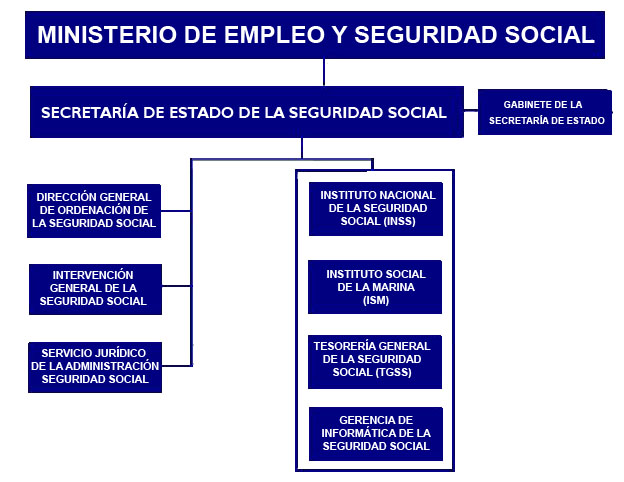
Organigrama d'Organismes i Entitats que integren la Seguretat Social.

La Seguretat Social d'Espanya és el principal sistema de protecció social de l'Estat. La seva finalitat és garantir unes prestacions socials concretes i individualitzades, per fer front a determinades contingències que poden situar a la persona (i als qui depenguin d'ella) en situació de necessitat. La regulació bàsica de la Seguretat Social es troba en l'article 41 de la Constitució i en el text refós de la llei General de la Seguretat Social (Reial decret Legislatiu 8/2015). La Seguretat Social engloba una modalitat contributiva, d'àmbit professional i finançament segons les cotitzacions dels afiliats; i una modalitat no contributiva, d'àmbit universal i finançament a càrrec d'aportacions dels Pressupostos Generals de l'Estat.

## Història

### Restauració i Segona República (1875-1939)
El punt de partida de les polítiques de protecció se situa en la Comissió de Reformes Socials (1883), denominació donada en Reial decret de 5 de desembre de 1883 pel govern liberal presidit per José Posada Herrera, que es va encarregar de l'estudi de qüestions que interessessin a la millora i benestar de la classe obrera. En 1900 es crea la primera assegurança social, la Llei d'Accidents de Treball. En 1905 es crea l'Institut de Reformes Socials, i en 1908, amb govern conservador presidit per Antoni Maura i Montaner, l'Institut Nacional de Previsió. En 1919 es crea el Retir Obrer, i en 1929, l'Assegurança de Maternitat.
La primera vegada que es legisla sobre protecció social en norma bàsica constitucional és en 1931, quan la Constitució de la II República, en el seu article 46, recull textualment:
| « | "El treball, en les seves diverses formes, és una obligació social, i gaudirà de la protecció de les lleis. La República assegurarà a tot treballador les condicions necessàries d'una existència digna. La seva legislació social regularà els casos de segur de malaltia, accidents, atur forçós, vellesa, invalidesa i mort; el treball de les dones i dels joves i especialment la protecció a la maternitat; la jornada de treball i el salari mínim i familiar; les vacances anuals remunerades; les condicions de l'obrer espanyol a l'estranger; les institucions de cooperació, la relació econòmic-jurídica dels factors que integren la producció; la participació dels obrers en l'adreça, l'administració i els beneficis de les empreses, i tot quant afecti a la defensa dels treballadors." | » |

Just abans de l'inici de la Guerra Civil Espanyola, el Ministre de Treball, Sanitat i Previsió Social, Joan Lluhí i Vallescà va sotmetre a informació pública l'avantprojecte de llei de bases d'assegurances socials, que no va arribar a les Corts en dimitir el Govern de Casares Quiroga després de la revolta militar.

### Dictadura franquista (1936-1975)
En 1938, en plena guerra civil, es promulga el Fuero del Trabajo en el bàndol nacional o franquista, que pot considerar-se el fonament sobre el qual es va construir la Seguretat Social tal com es va entendre durant la Dictadura del general Franco. En el Fur del Treball es diu: l'Estat valora i exalta el treball i el protegirà amb la força de la llei, atorgant-li les màximes consideracions i constituint-ho en un dels més nobles títols de jerarquia i honor. En el mateix document, l'Estat es compromet a ampliar les assegurances de vellesa, invalidesa, malaltia i atur forçós.
En el Fuero de los Españoles de 1945 es dona ja un quadre bastant complet d'assegurances socials. En l'article 28 es diu: «L'Estat espanyol garanteix als treballadors la seguretat de l'empara en l'infortuni i els reconeix el dret a l'assistència en els casos de vellesa, mort, malaltia, maternitat, accidents del treball, invalidesa, atur forçós i altres riscos que poden ser objecte de segur social».
En 1963 apareix la Llei de Bases de la Seguretat Social que el seu objectiu principal era la implantació d'un model unitari i integrat de protecció social, amb una base financera de repartiment, gestió pública i participació de l'Estat en el finançament. Malgrat aquesta definició de principis, molts dels quals es van plasmar en la Llei General de la Seguretat Social de 1966, amb vigència d'1 de gener de 1967, la veritat és que encara pervivien antics sistemes de cotització allunyats dels salaris reals de treballadors, absència de revaloracions periòdiques i la tendència a la unitat no es va plasmar en perviure multitud d'organismes superposats.
La Llei de Finançament i Perfeccionament de l'Acció Protectora de 1972 va intentar corregir els problemes financers existents, si bé els va agreujar en incrementar l'acció protectora, sense establir els corresponents recursos que li van donar cobertura financera.

### Transició democràtica (1975-1995)
No serà fins a la implantació de la democràcia a Espanya, i l'aprovació de la Constitució espanyola de 1978, quan es produeixin una sèrie de reformes en els diferents camps que configuren el sistema de la Seguretat Social. En efecte, l'article 41 de la Constitució estableix que els poders públics mantindran un règim públic de seguretat social per a tots els ciutadans que garanteixi l'assistència i prestacions socials suficients davant situacions de necessitat, especialment en cas de desocupació, indicant que l'assistència i prestacions complementàries seran lliures.
Així doncs, aquest sistema mixt s'estructura en tres nivells: bàsic, professional i complementari.
D'altra banda, l'article 149.1.17a. estableix que l'Estat té competència exclusiva sobre la legislació bàsica i règim econòmic de la Seguretat social, sense perjudici de l'execució dels seus serveis per les Comunitats autònomes. La primera gran reforma es produeix amb la publicació del Reial decret Llei 36/1978, de 16 de novembre, que, en funció de l'acordat en els Pactes de la Moncloa (1978) crea un sistema de participació institucional dels agents socials afavorint la transparència i racionalització de la Seguretat Social, així com l'establiment d'un nou sistema de gestió realitzat pels següents Organismes:
- L'Institut Nacional de la Seguretat Social, per a la gestió de les prestacions econòmiques del sistema.
- L'Institut Nacional de Salut, per a les prestacions sanitàries (organisme que posteriorment passarà a denominar-se Institut Nacional de Gestió Sanitària).
- L'Institut Nacional de Serveis Socials, per a la gestió dels serveis socials (Organisme que posteriorment passarà a denominar-se Institut de Majors i Serveis Socials).
- L'Institut Social de la Marina, per a la gestió dels treballadors del mar.
- La Tresoreria General de la Seguretat Social, com a caixa única del sistema actuant sota el principi de solidaritat financera.

En la dècada dels vuitanta es van dur a terme una sèrie de mesures encaminades a millorar i perfeccionar l'acció protectora en estendre les prestacions dels col·lectius no coberts i donar una major estabilitat econòmica al sistema de la Seguretat Social. Entre aquestes mesures, cal citar el procés d'equiparació gradual de les bases de cotització amb els salaris reals, la revaloració de les pensions en funció de la variació de l'índex de preus al consum, l'ampliació dels períodes necessaris per accedir a les prestacions i per al càlcul de les pensions, la simplificació de l'estructura de la Seguretat Social, l'inici de la separació de les funcions de finançament, de manera que, les prestacions de caràcter contributiu s'anessin finançant a càrrec de les cotitzacions socials, mentre que les de naturalesa no contributiva trobessin la seva cobertura financera en l'ampliació general. Aquest procés va permetre la progressiva generalització de l'assistència sanitària.
En aquesta dècada, es crea la Gerència d'Informàtica de la Seguretat Social, per coordinar i controlar l'actuació dels serveis d'Informàtica i processament de dades de les diferents Entitats Gestores.
La dècada dels noranta va suposar una sèrie de canvis socials que han afectat a qüestions molt variades i que han tingut la seva influència dins del sistema de Seguretat Social: canvis al mercat de treball, la seva major mobilitat, incorporació de la dona al món laboral etc., que han fet necessari adaptar la protecció a les noves necessitats sorgides.

### Pacte de Toledo
En 1995 es va signar el Pacte de Toledo, amb el suport de totes les forces polítiques i socials, que va tenir com a conseqüència importants canvis i l'establiment d'un full de ruta per assegurar l'estabilitat financera i les prestacions futures de la Seguretat Social.
La implantació de les prestacions no contributives, la racionalització de la legislació de la Seguretat Social (dut a terme a través del nou Text Refós de 1994), la major adequació entre les prestacions rebudes i l'exempció de cotització prèviament realitzada, la creació del Fons de Reserva de la Seguretat Social, la introducció dels mecanismes de jubilació flexible i d'incentivament de la prolongació de la vida laboral, o les mesures de millora de la protecció, en els supòsits de menor quantia de pensions, són manifestacions dels canvis introduïts des de 1990 fins avui, en l'àmbit de la Seguretat Social.

## Unió Europea
La Unió Europea estableix una sèrie de normes comunes que protegeixen els drets de seguretat social dels seus ciutadans quan es desplacen per Europa. Els quatre grans principis de la coordinació europea de Seguretat Social són:
1. Només es pot estar cobert per la normativa d'un país alhora, de manera que només es cotitza en un país. La decisió sobre quina normativa nacional s'aplica en cada cas correspon als organismes de Seguretat Social. No es pot escollir.
2. Cadascun té els mateixos drets i obligacions que els nacionals del país on estigui cobert: és el que es denomina principi d'igualtat de tracte o no discriminació.
3. Quan se sol·licita una prestació, han de comptabilitzar-se, si escau, els períodes anteriors de segur, treball o residència en altres països.
4. En general, si es té dret a una prestació en metàl·lic en un país, pot seguir percebent-se encara que es resideixi en un altre. És el que es denomina principi d'exportabilidad.

L'1 de maig de 2010 van entrar en vigor dues normes que modernitzen la coordinació: els Reglaments 883/2004 i 987/2009.
La Comissió Administrativa de Coordinació dels Sistemes de Seguretat Social (CACSSS) està formada per un representant de cada país de la Unió Europea i un representant de la Comissió Europea. La seva comesa és resoldre qüestions administratives, pronunciar-se sobre la interpretació de la normativa en matèria de coordinació de la seguretat social i propiciar la col·laboració entre els països membres de la UE.
El Sistema d'Informació Mútua sobre Protecció Social (en anglès Mutual Information System on Social Protection-MISSOC-) ofereix accés a informació detallada, comparable i periòdicament actualitzada sobre els sistemes nacionals de protecció social.
L'Intercanvi Electrònic d'Informació sobre Seguretat Social (EESSI) és un sistema informàtic centralment allotjat en la Comissió Europea que permet als organismes de seguretat social de tota la UE intercanviar informació de forma més ràpida i segura, tal com exigeixen els Reglaments europeus sobre coordinació de la seguretat social.

## Regulació espanyola
La Seguretat Social ve garantida, a Espanya, per l'article 41 de la Constitució Espanyola de 1978 que diu que "Els poders públics mantindran un règim públic de Seguretat Social per a tots els ciutadans que garanteixi l'assistència i prestacions socials suficients davant situacions de necessitat, especialment en cas de desocupació. L'assistència i prestacions complementàries seran lliures".
Com a norma de desenvolupament més important, la Seguretat Social ha estat regulada en el Reial decret Legislatiu 1/1994, de 20 de juny, pel qual s'aprova el text refós de la Llei General de la Seguretat social (BOE del 29) fins a la seva derogació el 2 de gener de 2016.
En l'actualitat, la Seguretat Social troba la seva regulació bàsica en el Text Refós de la Llei General de la Seguretat Social, aprovat per Reial decret Legislatiu 8/2015, de 30 d'octubre, que va entrar en vigor el passat 2 de gener de 2016, derogant, entre moltes altres normes, la LGSS/1994.

## Camp d'aplicació
El camp d'aplicació, a l'efecte de la modalitat contributiva, els espanyols que resideixin a Espanya i els estrangers que resideixin o es trobin legalment a Espanya, sempre que, en tots dos suposats, exerceixin la seva activitat en territori nacional:
- Treballadors per compte d'altri (que, per norma general, solen enquadrar-se en el Règim General).
- Treballadors per compte propi o autònoms.
- Socis treballadors de les Cooperatives de Treball Associat.
- Estudiants.
- Funcionaris.

A l'efecte de la modalitat no contributiva, estaran compresos els espanyols que resideixin a Espanya.

## Estructura
El Sistema espanyol de Seguretat Social està integrat pels següents règims:
El Règim General, el més àmpliament aplicat i supletori dels altres. Inclou com a sistemes especials:
- Treballadors fixos discontinus d'empreses d'estudi de mercat i opinió pública.[11]
- Treballadors fixos discontinus de cinemes, sales de ball i de festes i discoteques.
- Manipulat i empaquetat del tomàquet fresc, realitzades per colliters exportadors.
- Serveis extraordinaris d'hostaleria.
- Indústria resinera.
- Fruites, hortalisses i indústria de conserves vegetals.
- Agrari (es va integrar des de l'1 de gener de 2012).
- Empleats de la Llar (es va integrar des de l'1 de gener de 2012).

Així mateix, inclou com a antics règims especials que queden integrats en el mateix:
- Artistes.
- Professionals taurins.
- Representant de comerç.

Els Règims Especials para determinades activitats professionals per la seva naturalesa, les seves peculiars condicions de temps i lloc o per l'índole dels seus processos productius:
- Treballadors autònoms.
- Mineria del Carbó.
- Treballadors del Mar.
- Funcionaris civils (Muface), que no s'aplica als funcionaris de nou ingrés.

Aquests règims especials estan regits pels principis d'homogeneïtat i de tendència a la unitat amb el Règim General.

## Afiliació, inscripció i cotització
L'afiliació és obligatòria i única per a la vida de la persona i per a tot el sistema.
Les altes (o registre) i baixes (deregistre), inicials o successives, han de reflectir formalment la vida laboral de la persona. El termini per donar de baixa en la Seguretat Social a un treballador serà de 3 dies naturals explicats a partir de l'endemà al cessament de l'activitat laboral.
La cotització (o pagament de quotes) és obligatòria des del mateix moment en què es realitza l'activitat (encara que no s'hagi realitzat formalment l'afiliació, alta o baixa).
Qualsevol persona pot consultar el temps que ha cotitzat en la seguretat social. L'informe que acredita aquesta informació és l'anomenat "Certificat de vida laboral" i pot sol·licitar-se per internet, per sms o per telèfon.

### Inscripció de l'empleador i CCC

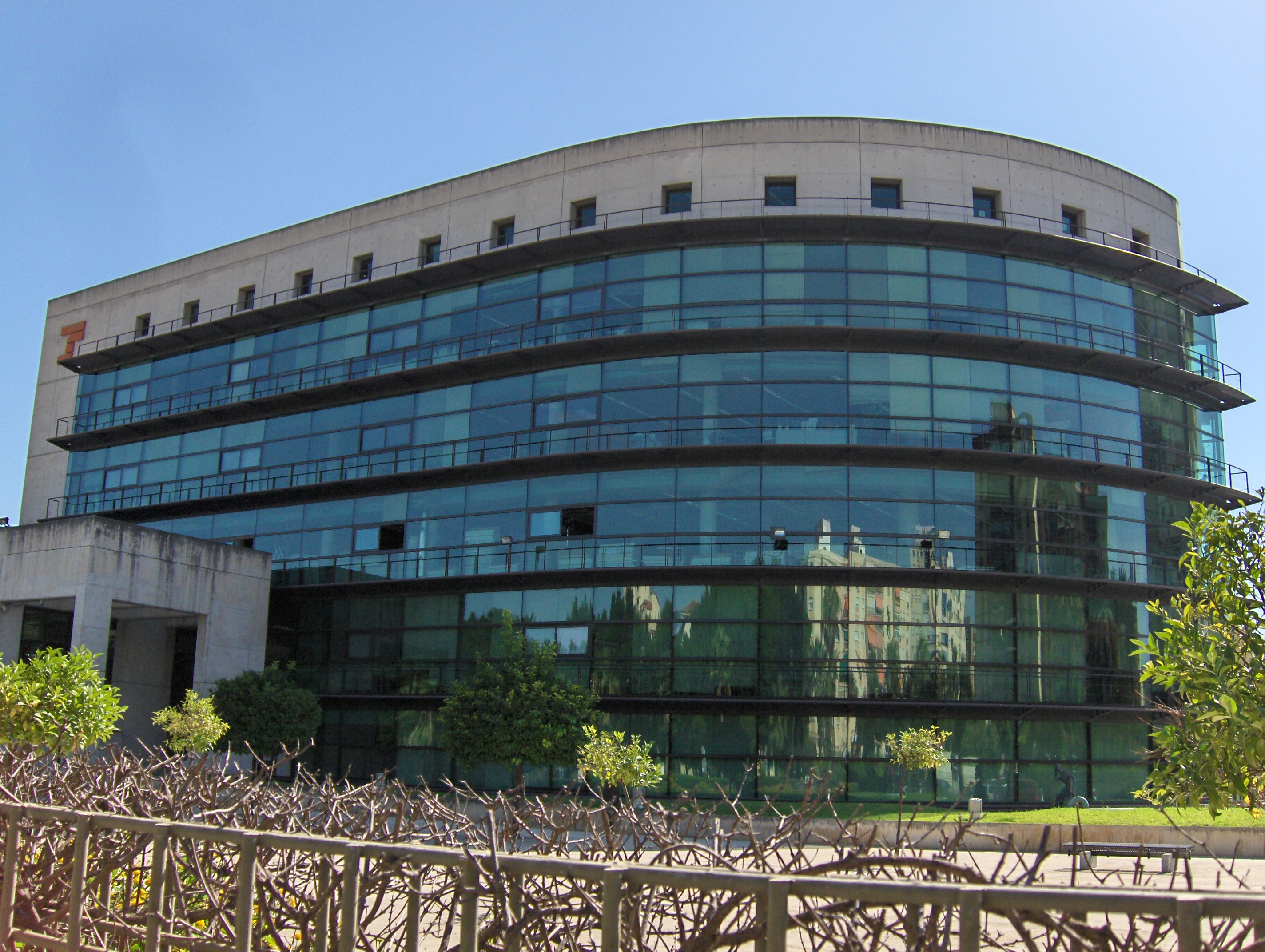
Edifici de la seu de la Tresoreria General de la Seguretat Social a Màlaga.

Els empresaris i ocupadors, com a requisit previ i indispensable a la iniciació de les seves activitats, sol·licitaran la seva
inscripció en el Règim General de la Seguretat Social, fent constar l'entitat gestora (INSS) o, si escau, la Mútua d'Accidents de Treball i Malalties Professionals de la Seguretat Social que hagi d'assumir la protecció per aquestes contingènciess del personal al seu servei.
A Espanya s'empra el Codi de Compte de Cotització (CCC), un codi numèric (11 dígits) que la Tresoreria General de la Seguretat Social assigna a les empreses i ocupadors quan s'inscriuen i pel qual les identifica en el pagament de les quotas. Utilitza la següent estructura: Codi provincial (2 dígits) - Nombre d'inscripció - Dígits de control (2 dígits). Sol anar precedit pel codi del règim de seguretat social, sent el més emprat el del règim general (0111).
| Any                                    | Treballadors | Diferència |
| -------------------------------------- | ------------ | ---------- |
| 1980                                   | 10.414.000   |            |
| 1985                                   | 10.613.000   |            |
| 1990                                   | 12.513.000   |            |
| 1995                                   | 12.307.000   |            |
| 2000                                   | 14.344.000   |            |
| 2001                                   | 15.901.915   | +1.588.510 |
| 2002                                   | 16.380.198   | +478.283   |
| 2003                                   | 16.826.224   | +446.026   |
| 2004                                   | 17.340.361   | +514.137   |
| 2005                                   | 18.316.323   | +975.962   |
| 2006                                   | 18.925.996   | +609.673   |
| 2007                                   | 19.372.777   | +446.781   |
| 2008                                   | 18.531.312   | -841.000   |
| 2009                                   | 17.803.839   | -727.473   |
| 2010                                   | 17.584.982   | -218.857   |
| 2011                                   | 17.229.922   | -355.060   |
| 2012                                   | 16.442.681   | -787.241   |
| 2013                                   | 16.357.640   | - 85.041   |
| 2014                                   | 16.775.214   | +417.574   |
| 2015                                   | 17.308.400   | +533.186   |
| 2016                                   | 17.849.055   | +540.655   |
| 2017                                   | 18.460.201   | +611.146   |
| Fonts: Institut Nacional d'Estadística |              |            |

## Acció protectora
L'acció protectora de la Seguretat social comprendrà:
1. L'assistència sanitària (atenció primària i hospitalària), en els casos de maternitat, malaltia comuna o professional i d'accidents, siguin o no de treball.
2. La recuperació professional en els casos anteriors
3. Prestacions econòmiques en les situacions de:
  - Incapacitat temporal.
  - Maternitat.
  - Mort i supervivència.
  - En les seves modalitats contributiva o no contributiva.
  - Invalidesa.
  - Jubilació.
  - Desocupació.
4. Les prestacions de serveis socials en matèria de reeducació i rehabilitació d'invàlids i assistència a la tercera edat.
5. Igualment, com a complement de les anteriors, els beneficis de l'assistència social.

## Entitats gestores i serveis comuns
La gestió i administració de la Seguretat Social s'efectuarà, sota la direcció i tutela dels respectius Departaments ministerials, amb subjecció a principis de simplificació, racionalització, economia de costos, solidaritat financera i unitat de caixa, eficàcia social i descentralització, per les següents entitats gestores:
- L'Institut Nacional de la Gestió Sanitària (INGESA), hereu de l'antic Instituto Nacional de la Salud (INSALUD).
- L'Institut de Majors i Serveis Socials, per a la gestió de les pensions d'invalidesa i de jubilació, en les seves modalitats no contributives, així com dels serveis complementaris de les prestacions del sistema de la Seguretat Social.

Amb la creació de l'Agència Estatal de l'Administració de la Seguretat Social, amb la naturalesa d'agència estatal per a la millora dels serveis públics, l'objecte dels quals és dur a terme, en nom i per compte de l'Estat, la gestió i altres actes d'aplicació efectiva del sistema de la Seguretat Social, així com aquelles altres funcions que se li encomanin. S'integraran en l'Agència Estatal de l'Administració de la Seguretat Social les següents Entitats Gestores i Serveis Comuns de la Seguretat Social, així com el seu personal i funcions:
- L'Institut Nacional de la Seguretat Social.
- L'Institut Social de la Marina, en aquells àmbits que es corresponguin amb les funcions de Seguretat Social inherents a la gestió del Règim Especial de la Seguretat Social dels Treballadors del Mar.
- La Tresoreria General de la Seguretat Social.
- La Gerència d'Informàtica de la Seguretat Social.
- El Servei Jurídic de l'Administració de la Seguretat Social.

Les Entitats gestores de la Seguretat Social seran responsables de les prestacions la gestió de les quals els estigui atribuïda.
La Tresoreria General de la Seguretat Social, com a caixa única del sistema de la Seguretat Social, portarà a efecte la gestió recaptatòria dels recursos d'aquesta, tant voluntària com a executiva, sota la direcció, vigilància i tutela de l'Estat.

## Entitats col·laboradores
La col·laboració en la gestió del sistema de la Seguretat Social es durà a terme per Mútues Col·laboradores amb la Seguretat Social i per empreses.

## Recaptació de la Seguretat Social a Espanya
La recaptació de la Seguretat Social en 2016 va ascendir a 103.525 milions d'euros. En 2017, els ingressos van fregar els 110.000 milions d'euros.
| Recaptació Líquida de la Seguretat Social a Espanya entre 2008 i 2017 (en milers de milions d'euros) |
| --- |
| |
| Font: Seguretat Social                                                                               |
| Gràfica elaborada per: Wikipedia                                                                     |